# 파스칼 리수바
파스칼 리수바(Pascal Lissouba, 1931년 11월 15일 ~ 2020년 8월 24일)는 콩고 공화국에서 최초로 민주적인 선거를 통해 당선된 대통령으로, 1992년 8월 31일부터 1997년 10월 15일까지 콩고 공화국 대통령으로 재임하였다. 1997년 콩고 공화국 내전에서 현 콩고 공화국 대통령 드니 사수 응게소의 유혈 쿠데타로 대통령직에서 축출되었다.

## 역대 선거 결과
| 선거명      | 직책명               | 대수 | 정당                                | 득표율 | 득표수    | 결과 | 당락 |
| ----------- | -------------------- | ---- | ----------------------------------- | ------ | --------- | ---- | ---- |
| 1992년 선거 | 콩고 공화국의 대통령 | 6대  | 사회민주주의를 위한 범아프리카 연합 | 61.32% | 506,395표 | 1위  |      |